# Nematurella
Nematurella is een geslacht van uitgestorven weekdieren uit de klasse van de Gastropoda (slakken).

## Soorten
- Nematurella aquensis (Degrange-Touzin, 1892) †
- Nematurella bavarica (Sandberger, 1875) †
- Nematurella convexula Schlickum & Strauch, 1967 †
- Nematurella flexilabris Sandberger, 1875 †
- Nematurella irenae Schlickum, 1964 †
- Nematurella kadimai Brusina, 1902 †
- Nematurella klemmi Schlickum, 1964 †
- Nematurella makowskyi (Rzehak, 1893) †
- Nematurella oepfingensis Wenz, 1918 †
- Nematurella pappi Schlickum, 1960 †
- Nematurella pseudozilchi Kowalke & Reichenbacher, 2005 †
- Nematurella silvestri Pantanelli, 1877 †
- Nematurella strauchi Kowalke & Reichenbacher, 2005 †
- Nematurella sturi (Brusina, 1897) †
- Nematurella subcarinata (Michelotti, 1840) †
- Nematurella vrabaci Neubauer, Mandic, Harzhauser & Hrvatović, 2013 †
- Nematurella zilchi Schlickum, 1960 †
- Nematurella zoebeleini Schlickum, 1960 †
- Nematurella zuschini Neubauer & Harzhauser in Harzhauser et al., 2012 †
- Nematurella zuzorici Brusina, 1902 †